# Blackpool Football Club 2014-2015
Questa voce raccoglie le informazioni riguardanti il Blackpool Football Club nelle competizioni ufficiali della stagione 2014-2015.

## Organico

### Rosa
Dati aggiornati al 25 agosto 2014
| N. |                           | Ruolo | Calciatore       |
| -- | ------------------------- | ----- | ---------------- |
| 1  | Inghilterra (bandiera)    | P     | Joe Lewis        |
| 2  | Inghilterra (bandiera)    | D     | Donervon Daniels |
| 3  | Spagna (bandiera)         | D     | Joan Oriol       |
| 4  | Inghilterra (bandiera)    | C     | David Perkins    |
| 5  | Scozia (bandiera)         | D     | Gary MacKenzie   |
| 6  | Inghilterra (bandiera)    | D     | Peter Clarke     |
| 7  | Polonia (bandiera)        | C     | Tomasz Cywka     |
| 8  | Inghilterra (bandiera)    | C     | Jacob Mellis     |
| 9  | Inghilterra (bandiera)    | A     | Steve Davies     |
| 10 | Inghilterra (bandiera)    | A     | Bobby Grant      |
| 11 | Spagna (bandiera)         | A     | Andrea Orlandi   |
| 13 | Costa d'Avorio (bandiera) | A     | François Zoko    |

| N. |                        | Ruolo | Calciatore          |
| -- | ---------------------- | ----- | ------------------- |
| 14 | Inghilterra (bandiera) | A     | Nathan Delfouneso   |
| 16 | Francia (bandiera)     | D     | Joel Dielna         |
| 17 | Inghilterra (bandiera) | A     | Ishmael Miller      |
| 18 | Irlanda (bandiera)     | D     | Charles Dunne       |
| 20 | Estonia (bandiera)     | A     | Sergei Zenjov       |
| 21 | Inghilterra (bandiera) | P     | Elliot Parish       |
| 22 | Costa Rica (bandiera)  | C     | José Cubero         |
| 24 | Inghilterra (bandiera) | C     | John Lundstram      |
| 27 | Inghilterra (bandiera) | A     | Tom Barkhuizen      |
| 28 | Belgio (bandiera)      | D     | Jeffrey Rentmeister |
| 29 | Inghilterra (bandiera) | D     | Anthony McMahon     |

### Staff tecnico
- Amministratori:
  - Owen Oyston
  - P. Smith
- Segretario: Matt Williams
- Allenatore in seconda: Tony Parkes
- Fisioterapista: Phil Horner